# Roman Bielecki
Roman Kazimierz Bielecki OP (ur. 19 kwietnia 1977) – polski dominikanin, publicysta, od 2010 r. redaktor naczelny miesięcznika „W drodze”. W 1996 ukończył LO im. KEN w Stalowej Woli. Jest absolwentem studiów prawniczych na KUL (w latach 1999–2001 prezes Akademickiego Klubu Myśli Społeczno-Politycznej „Vade Mecum”) i teologicznych na PAT. Prowadzi popularną mszę „21” w kościele klasztoru dominikanów w Poznaniu. Zwolennik eliminacji klerykalizmu i oczyszczenia moralnego kościoła katolickiego w Polsce. Entuzjasta i propagator pielgrzymek do Santiago de Compostela.

## Twórczość
- Katarzyna Kolska, Roman Bielecki, Smaki życia, Poznań: Wydawnictwo Polskiej Prowincji Dominikanów W drodze, 2017, ISBN 978-83-7906-183-9. Brak numerów stron w książce
- Michał Zioło, Katarzyna Kolska, Roman Bielecki, Po co światu mnich?, Poznań: Wydawnictwo Polskiej Prowincji Dominikanów W drodze, 2018, ISBN 978-83-7906-241-6. Brak numerów stron w książce
- Roman Bielecki, Dwa grosze. O Bogu bliskim, Poznań: Wydawnictwo Polskiej Prowincji Dominikanów W drodze, 2020, ISBN 978-83-7906-373-4, OCLC 1204356562. Brak numerów stron w książce